# Simone Vanni
Simone Vanni (Pisa, 16 febbraio 1979) è un maestro di scherma ed ex schermidore italiano, specializzato nel fioretto. Ha vinto la medaglia d'oro nel torneo di fioretto maschile a squadre alle Olimpiadi di Atene 2004. Il 15 febbraio 2025 è stato nominato nuovo direttore tecnico delle due Nazionali maggiori italiane di fioretto.

## Biografia
La sorella Elisa Vanni è stata atleta della sciabola, successivamente è divenuta maestra di scherma.
Si candidato alle elezioni comunali di Pisa del 26 e 27 maggio 2013 con il Partito Democratico, ottenendo 473 preferenze e venendo eletto consigliere comunale; il 29 settembre 2014 rassegna le proprie dimissioni.

### Carriera
Inizia a praticare la scherma nel 1988 presso l'U.S. Pisascherma, prestigiosa società della sua città natale. Sua prima maestra fu Luciana Di Ciolo. Successivamente è stato seguito dal maestro Antonio Di Ciolo fino al 2006. Sino dagli esordi della sua carriera pratica la specialità del fioretto (sebbene per curiosità la prima convocazione in azzurro nella rappresentativa giovanile arriva di sciabola). Dopo una brillante trafila nelle categorie giovanili, accede alla nazionale italiana giovanile, prima nella categoria "Cadetti" e quindi "Giovani". Nel 1998 vince la medaglia di bronzo con la squadra nella rassegna mondiale giovanile disputata in Venezuela.
Il 1999 sarà la sua stagione migliore tra gli U20, a Keszthelyè, in Ungheria conquista la sua prima medaglia iridata individuale, un bronzo; nella stessa gara conquista anche la medaglia d'argento nella prova a squadre. Sempre con la nazionale giovanile conquista anche il bronzo individuale ai campionati d'Europa. In campo nazionale si aggiudica il titolo di campione d'Italia U20. Nel 2001, a Nîmes, esordisce in un campionato mondiale assoluto: 12º posto individuale e 9° a squadre sono il "bottino" di questa partecipazione. Nella stessa stagione conquista la medaglia d'oro ai Campionati d'Europa assoluti a Coblenza.
L'anno successivo, il 2002 a Lisbona arriva la consacrazione nella massima rassegna iridata: vince il titolo di campione del mondo individuale battendo il tedesco Andrè Wessels con il punteggio di 15-6. Nel 2003 sfiora il clamoroso bis individuale, sarebbe stato il primo fiorettista azzurro a riuscire nell'impresa di vincere due titoli mondiali consecutivi. Simone Vanni si ferma alla medaglia d'argento, sconfitto per 14-15 in finale dal tedesco Peter Joppich. Nel 2004 partecipa alle Olimpiadi di Atene 2004, suo esordio nella rassegna a cinque cerchi. Nella gara individuale di fioretto sfiora il podio, sconfitto nei quarti di finale per una sola stoccata per 15-14 dal francese Brice Guyart, poi campione olimpico. Vanni, dopo il 5º posto ottenuto nella gara individuale, si rifà nella gara a squadre di fioretto maschile dove vince l'oro a squadre, col punteggio di 45-42 per l'Italia, contribuendo in modo molto determinante al successo in finale contro la compagine cinese. Con lui in squadra anche gli altri fiorettisti azzurri Salvatore Sanzo e Andrea Cassarà.
Il 2005 è un anno di assestamento per la scherma, in particolare nel fioretto dove nuove apparecchiature hanno imposto metodi nuovi agli atleti. Conquista comunque la medaglia d'argento a squadre ai campionati del mondo di Lipsia. L'anno successivo, il 2006, sarà di bronzo la medaglia conquistata nell'edizione torinese del mondiale.
Nel 2008 vince l'oro a squadre nel Fioretto agli Europei di Scherma di Kiev.
Nel 2009 vince l'oro a squadre in tutte le gare importanti, sia agli Europei di Plovdiv 2009 che ai Mondiali di Antalya. 
Successivamente è Commissario Tecnico del fioretto nella nazionale paralimpica italiana.
Nel febbraio 2025 viene nominato Commissario Tecnico del fioretto della nazionale olimpica, prendendo il posto di Stefano Cerioni.

## Palmarès

### Risultati élite
In carriera ha ottenuto i seguenti risultati:
Giochi olimpici
Individuale
A squadre
- Oro nel fioretto ad Atene 2004

Mondiali
Individuale
- Oro nel fioretto a Lisbona 2002
- Argento nel fioretto a L'Avana 2003

A squadre
- Oro nel fioretto a L'Avana 2003
- Oro nel fioretto ad Antalia 2009
- Argento nel fioretto a Lipsia 2005
- Bronzo nel fioretto a Torino 2006

Mondiali militari
Individuale
A squadre
- Bronzo nel fioretto a Grosseto 2005

Giochi mondiali militari
Individuale
A squadre
- Oro nel fioretto a Catania 2003

Europei
Individuale
- Oro nel fioretto a Coblenza 2001

A squadre
- Oro nel fioretto a Mosca 2002
- Oro nel fioretto a Zalaegerszeg 2005
- Oro nel fioretto a Kiev 2008
- Oro nel fioretto a Plovdiv 2009
- Bronzo nel fioretto a Gand 2007

Universiadi
Individuale
A squadre
- Argento nel fioretto a Pechino 2001
- Argento nel fioretto a Smirne 2005

Campionati Italiani
Individuale
- Argento nel fioretto nel 2001
- Bronzo nel fioretto a Roma 2003
- Bronzo nel fioretto ad Assisi 2005
- Bronzo nel fioretto a Torino 2006

A squadre
- Oro nel fioretto a Conegliano Veneto 2002
- Oro nel fioretto a Trieste 2013
- Argento nel fioretto nel 2001
- Argento nel fioretto a Roma 2003
- Argento nel fioretto ad Assisi 2005
- Argento nel fioretto a Torino 2006
- Argento nel fioretto a Napoli 2007
- Bronzo nel fioretto a Tivoli 2009

### Risultati giovani
Mondiali giovani
Individuale
- Bronzo nel fioretto a Keszthely 1999

A squadre
- Argento nel fioretto a Keszthely 1999
- Bronzo nel fioretto a Valencia 1998

Europei giovani
Individuale
- Bronzo nel fioretto a Bratislava 1998

A squadre
Coppa Europa a squadre
Individuale
A squadre
- Oro nel fioretto nel 2006
- Oro nel fioretto nel 2007

Campionati italiani giovani
Individuale
- nel fioretto nel 1999

A squadre